# John Bratby

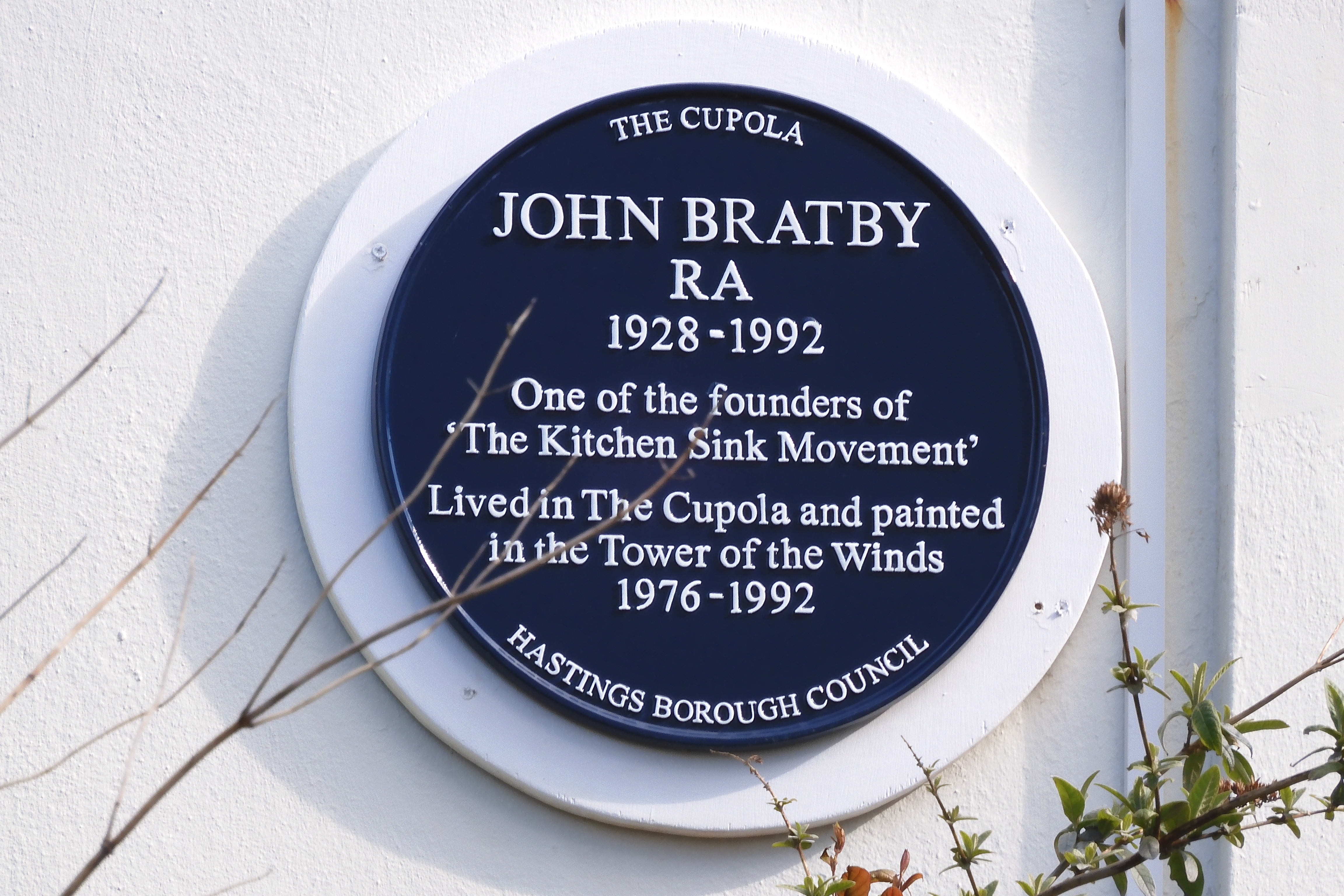
Tablica upamiętniająca Johna Bratby’ego

John Bratby (ur. 19 lipca 1928 w Londynie, zm. 1992 w Hastings) – angielski malarz, twórca stylu określanego jako „kitchen sink”.